# Palina Šarenda-Panasjuková
Palina Šarenda-Panasjuková (v anglické transkripci Sharenda-Panasiuk, bělorusky Паліна Сяргееўна Шарэнда-Панасюк, nar. 21. března 1975) je běloruská lidskoprávní aktivistka, členka hnutí Evropské Bělorusko. Je manželkou opozičního politického aktivisty Andreje Šarendy, který spolu s jejich dvěma dětmi uprchl do zahraničí. V roce 2021 byla jednou ze tří Bělorusů, kteří získali Cenu Příběhů bezpráví společnosti Člověk v tísni. Od téhož roku byla uvězněna na dva roky za urážku běloruského diktátora Alexandra Lukašenky a další politické delikty. Svému advokátovi sdělila, že je ve vězení týrána.
Za neuposlechnutí příkazu vězeňské správy jí byl trest dvakrát prodloužen i jeden rok. Celkem 270 dní strávila v izolaci ve studené nevětrané místnosti, na holé pryčně vedle otevřeného záchodu, jaké používala ve 40. letech NKVD. Aby své martyrium zkrátila, podepsala spolupráci s KGB, od které se v exilu distancovala. V roce 2022 vznikla v Česku kampaň Svobodu pro Palinu, která bojovala za její propuštění z vězení. Palina Šarenda-Panasjuková byla z trestní kolonie propuštěna 1. února 2025.
Po propuštění se jí podařilo překročit hranice a uprchnout do Vilniusu, kde žije její manžel a děti. Uvedla, že za politické protesty byla vězněna na psychiatrii s diagnózou paranoidní porucha osobnosti.